# Hoplopholcus asiaeminoris
Hoplopholcus asiaeminoris är en spindelart som beskrevs av Brignoli 1978. Hoplopholcus asiaeminoris ingår i släktet Hoplopholcus och familjen dallerspindlar.
Artens utbredningsområde är Turkiet. Inga underarter finns listade i Catalogue of Life.